# 卡雷尔·波罗弗斯基
卡雷尔·哈夫利切克·波罗弗斯基（1821年10月31日—1856年7月29日），捷克讽刺诗人、新闻记者。他是当时捷克许多的报刊杂志的编辑或主编。他曾因积极参加反对统治捷克的哈布斯堡王朝的斗争而遭受了迫害。他也因此而被誉为民族战士。
他的主要诗作有政治讽刺世纪《蒂罗尔的挽歌》、《拉弗拉国王》以及《圣弗拉基米尔的洗礼》，还有许多政治讽刺短诗。他的诗针砭时弊，笔调辛辣，诗语朴素生动，受捷克民歌影响尤深。当他去世时，警察禁止人们向他献上代表荣誉的的荆棘花冠，但鲍日娜·聂姆曹娃不顾禁令，向他献上了荆棘花冠。